# ديربي كاريلو
ديربي كاريلو (بالإنجليزية: Derby Carrillo)‏ (19 سبتمبر 1987 بلا ميرادا في الولايات المتحدة - ) هو لاعب كرة قدم أمريكي في مركز حراسة المرمى. شارك مع منتخب السلفادور لكرة القدم. أما مع النوادي، فقد لعب مع آي بي في وF.C. New York ‏ وSanta Tecla F.C. ‏ وCal FC ‏ وJersey Express S.C. ‏ وKitsap Pumas ‏ وأتلانتا سيلفرباكس.

## روابط خارجية
- ديربي كاريلو على موقع قاعدة بيانات كرة القدم.إي يو (الإنجليزية)
- ديربي كاريلو على موقع ناشيونال فوتبول تيمز (الإنجليزية)
- ديربي كاريلو على موقع Soccerway.com (الإنجليزية)
- ديربي كاريلو على موقع AS.com (الإسبانية)